# Артур Макдональд
Артур Брюс Макдональд (англ. Arthur Bruce McDonald, нар. 29 серпня 1943, Сідней, Нова Шотландія, Канада) — канадський астрофізик, лауреат Нобелівської премії з фізики 2015 року разом з Такаакі Каджитою за відкриття нейтринних осциляцій.

## Нагороди та визнання
- 1964:Медаль генерал-губернатора, Делхаузі
- 1983:член Американського фізичного товариства
- 1997:Honoris causa Університету Делхаузі
- 1999:Honoris causa Університету Кейп-Бретона
- 2001:Honoris causa Королівського військового коледжу Канади
- 2003:премія TW Bonner у галузі ядерної фізики Американського фізичного товариства
- 2003:медаль за досягнення у галузі фізики Канадської асоціації фізиків
- 2003:премія за досягнення Науково-дослідницька рада з природознавства та інженерії Канади[en]
- 2003:Канадська золота медаль Герхарда Герцберга[en]
- 2004:the Sigma Xi Fund of Canada Award for Scientific Achievement
- 2005:премія Бруно Понтекорво у галузі фізики частинок
- 2006:Honoris causa Чиказького університету
- 2006:Премія Джона С. Полані для команди SNO
- 2006:Орден Канади[7]
- 2007:Медаль Бенджаміна Франкліна
- 2009:член Лондонського королівського товариства[8]
- 2009:Honoris causa Університету святого Франциска Ксаверія[en]
- 2009:член Канадського науково-технічного залу слави[en]
- 2010:Премія Канадської Ради Кільямської премії в галузі природничих наук за досягнення
- 2011:Honoris causa Альбертського університету
- 2011:Медаль Генрі Маршалл Торі[en]
- 2012:Honoris causa Університету Ватерлоо
- 2013:Орден Онтаріо
- 2013:Премія Джузеппе та Ванна Кокконі
- 2015:лауреат Нобелівської премії з фізики разом з Такаакі Каджитою за відкриття нейтринних осциляцій
- 2015:Орден Канади
- 2016:Honoris causa Університету Маунт-Еллісон[en]
- 2016:Honoris causa Університету Британської Колумбії
- 2016:Премія з фундаментальної фізики
- 2016:іноземний член Національної академії наук США
- 2016:орден Нової Шотландії[en]
- 2017:Honoris causa Університету Макгілла
- 2017:Honoris causa Університету Квінз
- 2017:Honoris causa Університету Торонто
- 2017:Медаль Люїса